# قیام بیست و چهار حوت
خیزش بیست و چهار حوت (اسفند) عنوان خیزش مردمی شهر هرات افغانستان است که در سال ۱۳۵۷ بر ضد حکومت وقت به رهبری نور محمد تره کی رخ داد.
این نخستین اعتراض مردم در افغانستان در برابر رژیم کودتایی هفت ثور ”خلق و حامیان شوروی آن بود، همواره ارقام کشته شدگان این قیام مورد بحث بوده که در ان زیاد در این خیزش کشته شده باشند بعدها مجاهدین هرات این شهر را شهر خون و قیام عنوان دادند
عده‌ای نیز ارقام ارائه شده کشته شدگان این قیام را رد می‌کنند.

## آغاز قیام
با روی کار آمدن رژیم کودتایی ”خلق” در هفتم ثور ۱۳۵۷، که خونین‌ترین تصفیه‌هایی سیستماتیک را با سرکوب‌هایی همراه با سرکوبی مخالفان داشت؛ مردم این کشور را سخت در برابر این رژیم برانگیخت.
شماری از مردم در غوریان و زنده جان هرات در هجدهم و نوزدهم حوت (اسفند) سال ۱۳۵۷ خیزش‌هایی را در برابر رژیم مذکور، که رهبری اش در ان مقطع با نور محمد تره کی بود، براه انداختند.
خیزش کنندگان غوریان و زنده جان هرات به دیگر مناطق هرات نیز سرایت کرد.

### روز اول
بدین ترتیب در صبحگاه پنجشنبه بیست و چهارم ماه حوت (اسفند) سال ۱۳۵۷ مردم از روستاها و ولسوالیها به شهر هرات سرازیر شده و مارش بزرگ و خروشانی را در رد کامل رژیم ”خلق”/پرچم براه انداختند. رژیم با توسل به نیروهای مسلح (زمینی و حتی هوایی) و عوامل مسلحش در صدد سرکوب مردم برآمد و با وجود وارد ساختن تلفات سنگین به مردم خود هم متقبل تلفات و خساراتی در برابر مردم (که سخت خشمگین بودند و سلاحی هم نداشتند) گردید.

### روز دوم
سر انجام با طلوع سپیده دم صبح بیست و پنجم حوت صدای تکبیر الله اکبر شهر وارد دومین روز نبرد خونین مردمش با رژیم وابسته‌ای ”خلق”/پرچم شد. شماری از چهره‌های مشهور از جمله گل محمد تیزانی، حاجی علی خان سنوگرد، سارنوال نثار احمد مهاجر، معلم عبدالعلی، معلم محمد آصف، احمد خان ده نو، غلام سفیدروانی، صفی الله افضلی و عبدالله حوض کرباس در این روز به سایر فرمانده‌ها پیوستند و مردمی بیشتر از چهار دروازه شهر، درب قندهار، درب خوش، درب عراق و درب ملک به شهر سرازیر شدند و بخش‌هایی از شهر هرات را تصرف کردند، خبر قیام مردم شهر به ولسوالی‌های اطراف هم رسید و اخبار برخی از تحرکات در ولسوالی‌ها به گوش مردم رسید، نظیف الله نهضت والی وقت هرات و سید مکرم فرمانده فرقه ۱۷ تحت ریاست جنرال روسی ویسلوویچ تصمیم گرفتند تا از پیشرفت و گسترش بیشتر قیام جلوگیری کنند در این روز نظامیان بسوی مردم آتش گشودند که تعداد زیادی از خیرش‌کنندگان کشته شدند. تعدادی از رهبران خیرش‌کنندگان تصمیم گرفتند تا کنترول رادیو هرات را بدست بگیرند، اما موفق نشدند. رادیو هرات در حال پخش برنامه‌های میهنی بود و هر لحظه از شکست قیام خبر می‌داد.

### روز سوم
روز یکشنبه ۲۶ حوت ۱۳۵۷ درحالیکه مردم به قیام شان ادامه می‌دادند، افسران فرقه ۱۷ هرات به مردم پیوستند. افسران تسلیم کننده عبارت بودند از:محمد انور وزیری ،نور محمد، علاوالدین ،شایسته، نجیب الله، سید اسدالله ،شمشیر، خلیل احمد ،غلام رسول بلوچ، سلطان احمد شیرین گل و بصیر خان.
این افراد دروازه‌های تحویلخانه‌ها را باز نموده و جنگ‌افزار و مهمات موجود را بین قیام کنندگان فرقه ۱۷ تقسیم کردند سپس همراه با فرماندهان قیام کنندگان ملکی به پایگاه‌های مقاومت دولت حمله‌ور شدند و بدین ترتیب قیام به خیزش نظامی نیز تبدیل شد، شب هنگام، شبنامه‌هایی در شهر منتشر شد که از مردم خواسته بودند تا به افسران قیام‌کننده کمک برسانند. فرقه هفده هرات یا فرقه زلمی کوت تحت کنترل کامل افسران قیام‌کننده قرار گرفت.

### سه روز پی هم
روز بعد دوشنبه ۲۷ حوت قیام به نقطه اوج خود رسید روزهای ۲۹ و ۳۰ حوت بین نیروهای نظامی فرقه که از مردم حمایت می‌کردند و قوای تازه‌وارد رژیم از قندهار جنگ‌های سنگینی رخ داد و با فشار حملات هوایی که از داخل فرودگاه شیندند صورت می‌گرفت بالاخره مقاومت قیام فرقه ۱۷ سرکوب و قیام کنندگان به ایران فرار نمودند.

## اثرات قیام
در این قیام پنج روزه که بعدها به قیام بیست و چهارم حوت هرات معروف شد نیمی از مراکز دولتی تخریب شدند.
نور محمد تره کی، رئیس رژیم وابسته به شوروی در آن برهه، از نیروهای هوائی شوروی برای نابودی قیام‌کننده بهره گرفت.
به روایتی بیست و چهار و به روایتی بیست و پنج هزار تن از قیام کنندگان کشته شدند.
رهبران جهادی افغانستان به این عقیده‌اند که قیام بیست و چهارم حوت هرات، سرآغاز قیام‌های دیگر در افغانستان بوده‌است.
عده‌ای قیام بیست و چهارم حوت را مبنای فروپاشی شوروی سابق عنوان می‌کنند پس از این قیام جنگ‌های وسیعی سرتاسر افغانستان را فرا گرفت، میلیون‌ها انسان کشته، معلول یا پناهنده شدند و چهارده سال بعد از این حادثه حکومت تحت حمایت شوروی در افغانستان شکست خورد، نظامیان شوروی افغانستان را ترک کردند و مدتی بعد اتحادیه جماهیر شوروی نیز از بین رفت و کشورهای مختلفی در خاورمیانه مستقل شدند.
ویلهم دیتل نویسنده کتاب گذرگاه افغانستان در مورد این قیام می‌نویسد: 
درتاریخ آسیا جنگ ماه حوت هرات در نوع خود بی‌نظیر بود. این کشت و کشتار را تنها با درگیری‌های شهر (حماه) در سوریه می‌توان تشبیه کرد. کشتار مزبور که در فبروری ۱۹۸۲ در شهر حماه اتفاق افتاد به قیمت ازبین رفتن جان سی هزار نفر تمام شد

## نقش اسماعیل خان
اسماعیل خان را برخی یکی از رهبران اصلی این قیام می‌دانند. او ضمن مصاحبه خود در کتاب سردار آریا می‌گوید:
در آن زمان احزاب و رهبران آنقدر مطرح و شناخته شده نبودند که بتوانند چنین قیامی را سازماندهی نمایند و شاید در گوشه و کنار صحبت‌های خصوصی داشته بوده باشند اما آن فعالیت‌ها به حدی نبوده‌است که منجر به قیامی با این عظمت شود.

## تجلیل از این قیام
همه ساله در تاریخ بیست و چهارم حوت هزاران تن از مردم در هرات در منطقه‌ای موسوم به دشت شهداء در شمال هرات گرد هم می‌آیند و از این روز تجلیل می‌کنند.
بازارها مدارس و ادارات دولتی هرات در این روز تعطیل‌اند.
در سالهای بعد از پیروزی مجاهدین در افغانستان از این روز تجلیل بیشتری می‌شد، پس از رویکار آمدن حکومت منتخب در افغانستان و کنار کشیده شدن نسبی مجاهدین از مقامات مهم دولتی، مجاهدین هرات به رسم اعتراض در مراسم تجلیل از این روز که از سوی دولت برگزار می‌گردد به شکل گسترده‌ای شرکت نمی‌کنند.

## بانیان قیام
از شخصیت‌های مؤثر در ایجاد این قیام، کسانی چون اسماعیل خان، والی هرات و دیگر رهبران احزاب انقلابی هرات خوانده شده‌اند.

## چوب و کلنگ
قیام بیست و چهارم حوت هرات به یکی از قیام هائی معروف است که خیزش کنندگان از ابزاری چون کلنگ، بیل و چوب علیه نظامیان حکومت زمان خود استفاده نمودند.